# Agostino Ferrente
Agostino Ferrente (Cerignola, 28 ottobre 1971) è un regista, sceneggiatore e produttore cinematografico italiano.

## Biografia
Madre calabrese e padre lucano, eredita dal nonno materno, direttore di bande musicali, la passione per la musica. A diciassette anni lascia il suo paese in Puglia e vive per alcuni mesi a Sydney dove lavora per un programma radiofonico in lingua italiana dedicato agli immigrati italiani. Tornato in Italia diventa coordinatore editoriale di alcune testate radio televisive per le comunità di italiani all'estero.
Dal 1990 studia al Dams di Bologna, e partecipa agli incontri di Ipotesi Cinema, il gruppo di Bassano del Grappa diretto da Ermanno Olmi.
Nel 1992 fonda la Pirata Manifatture Cinematografiche, società di produzione con cui ha realizzato o co-realizzato tutte le sue opere e con cui ha ottenuto riconoscimenti in vari Festival Internazionali.
Nel 1996 è aiuto-regista di Silvano Agosti per il film La seconda ombra, realizzato nell'ex manicomio di Gorizia e che racconta la rivoluzione psichiatrica di Franco Basaglia. Nello stesso anno è co-sceneggiatore del film Albania blues di Nico Cirasola.
Tra il 1997 e il 1998 comincia il sodalizio artistico con Giovanni Piperno, col quale realizza in co-regia due documentari che ottengono riconoscimenti internazionali e vengono programmati in prima serata su Rai Tre: Intervista a mia madre (1999) è stato successivamente invitato a numerosi festival internazionali. Il film di Mario (2001) viene invece presentato al Torino Film Festival.
Nel 2001, insieme ad una decina di soci, fonda a Roma il gruppo Apollo Undici che salva lo storico cinema Apollo dal rischio di diventare un bingo e con rassegne di cinema, musica e scrittura diventa uno dei centri di produzione culturale più attivi della Capitale.
Contemporaneamente con Doc/it - Associazione Documentaristi Italiani svolge attività di promozione del genere documentaristico ideando e organizzando varie iniziative tra cui il Premio a Venezia, gli omaggi a Vittorio De Seta e Alberto Grifi.
Nel 2008 con Anna Maria Granatello, crea il Premio Solinas Documentario per il cinema.
Con Apollo Undici, insieme a Mario Tronco degli Avion Travel crea l'Orchestra di Piazza Vittorio, ensemble composto da una ventina di musicisti provenienti da altrettanti paesi del mondo, che debutta a novembre del 2002 come evento di chiusura del Romaeuropa Festival primo di numerosi concerti realizzati nel mondo, spesso al seguito dell'omonimo film nella modalità "Cine-Concerto" e con il riadattamento de Il flauto magico di W.A. Mozart. Il repertorio viene raccolto nei primi quattro CD L'Orchestra di Piazza Vittorio, Sona e Il Flauto Magico secondo l'Orchestra di Piazza Vittorio con un quarto tuttora in lavorazione, co-prodotto da Bob Ezrin.
Nel 2006 il video clip di Ena Andi - Orchestra di Piazza Vittorio premiato per la miglior regia al Premio Videoclip Italiano 2006.
Nel 2010 collabora con Andrea Satta e i Têtes de Bois, per la realizzazione di progetti artistici legati al mondo della bicicletta, tra i quali Palco a pedali e il videoclip della canzone Alfonsina e la bici (Premio speciale P.I.V.I.) dedicato ad Alfonsina Strada e interpretato da Andrea Satta, Margherita Hack e Luca degli Assalti Frontali, con la partecipazione straordinaria di Sergio Staino e Mario Benedetti, il meccanico storico di Enrico Berlinguer e Roberto Rossellini.
Nel 2013 realizza il film documentario Le cose belle con la co-regia di Giovanni Piperno.
Nel 2019 dà vita al documentario Selfie, ambientato a Napoli nel Rione Traiano, quartiere inizialmente destinato agli abitanti delle baraccopoli sul lungomare di Napoli, rimasti senzatetto dal dopoguerra.
Nel 2023 ha realizzato, scrivendolo e dirigendolo, il cortometraggio Coupon-Il film della felicità interpretato da Pier Luigi Bersani, Milena Vukotic, Maria Grazia Calandrone e Andrea Satta e presentato nell'ambito 41ª edizione del Torino Film Festival.

## Film documentari di lungometraggio

### L'orchestra di piazza Vittorio(2006)
La creazione dell'orchestra, dalla prima idea al debutto viene filmata diventando l'omonimo film documentario L'orchestra di piazza Vittorio, co-prodotto da Bianca Film e Lucky Red. La pellicola viene presentata nel 2006 come evento di chiusura del Festival di Locarno, per poi uscire in varie sale italiane.
Ferrente incontra poi Bob Ezrin, produttore tra i tanti altri di Pink Floyd, Lou Reed, Alice Cooper con cui produce un nuovo CD.
È ideatore (insieme a Mariangela Barbanente e Alessandro Rossetto, per la co-produzione di Bianca Film e Rai Cinema) del progetto OPV i diari del ritorno, serie di ritratti affidati a diversi registi, sui singoli musicisti dell'orchestra di piazza Vittorio, elaborati durante un loro viaggio di ritorno nel paese di origine. I primi due episodi pilota, Raul di Alessandro Rossetto e Houcine di Leonardo Di Costanzo, sono stati presentati in varie manifestazioni

#### Le cose belle(2013)
Il film Le cose belle, realizzato in co-regia con Giovanni Piperno, mescolando immagini di repertorio e nuove riprese, racconta quattro vite nella Napoli piena di speranza del 1999 ed in quella paralizzata negli anni che vanno dal 2009 al 2013.
Dopo alcune versioni “work in progress” presentate in vari festival dal 2012 al 2013, la versione definitiva esce in sala, distribuita dall'Istituto Luce Cinecittà, a giugno del 2014, diventando il documentario italiano più premiato dell’anno.
Il film è spesso seguito dal concerto interpretato dal protagonista cantante Enzo della Volpe, accompagnato dalla Piccola Orchestra delle Cose Belle fondata per l’occasione, con cui produce il CD Guaglione (Produzione artistica Valerio Vigliar) incluso nel cofanetto distribuito nel 2017 dall’Istituto Luce Cinecittà, contenente anche il libro Parlami delle cose belle - Storie di fiori tra le rovine AA. VV. a cura di Christian Raimo, edito da DeriveApprodi.

#### Selfie(2019)
Napoli, Rione Traiano, Alessandro, barista, e Pietro, aspirante barbiere, sono due sedicenni che si filmano con un iPhone per raccontare il loro difficile quartiere, la loro vita quotidiana, l'amicizia che li lega.
Raccontano anche della tragedia di Davide, un amico ucciso da un carabiniere al termine di un inseguimento, quando aveva sedici anni, perché era stato scambiato per un fuggiasco. È successo a Davide, ma potrebbe capitare a uno di loro... Ecco perché il regista ha affidato loro il suo cellulare, chiedendo di riprendere, sotto la sua direzione, se stessi e il mondo alle loro spalle.
Il film Selfie, prodotto da Magneto Presse e Arte France, in collaborazione con CDV Casa delle Visioni e Rai Cinema, distribuito in Italia dall'Istituto Luce- Cinecittà, è stato presentato in anteprima mondiale al Berlin International Film Festival del 2019 e ha successivamente vinto, tra gli altri, il Premio per il "Miglior Documentario" al Luxembourg City Film Festival, il Documentary Goyang Award al EBS International Documentary Festival (EIDF) of Seoul ed ha ottenuto la "nomination" nella cinquina dei migliori documentari per l'European Film Awards 2019, fra i 10 migliori film d'autore europei scelti dal festival on line ArteKino realizzato dall'emittente franco-tedesca ARTE. Ottiene anche il Premio David di Donatello 2020 come "Miglior Documentario" e il Nastro d'Argento 2020 come Miglior Film del Cinema del reale.

## Filmografia completa

### Cortometraggi
- Poco più della metà di zero (1993)
- Opinioni di un pirla (1994)
- Coupon-Il film della felicità (2023)

### Video Musicali
- Ena Andi - Orchestra di piazza Vittorio (2010)
- Alfonsina e la bici - Tétes de bois (2010)

### Documentari
- Il film di Mario (1999)
- Intervista a mia madre (2000)
- Scusi dov'è il documentario? (2004)
- L'orchestra di piazza Vittorio (2006)
- Le cose belle (2013)
- Selfie (2019)